# Mont Maudit
El Mont Maudit és una muntanya de 4465 metres que es troba entre les regions d'Alta Savoia a França i Vall d'Aosta a Itàlia.